# Płaczkowica

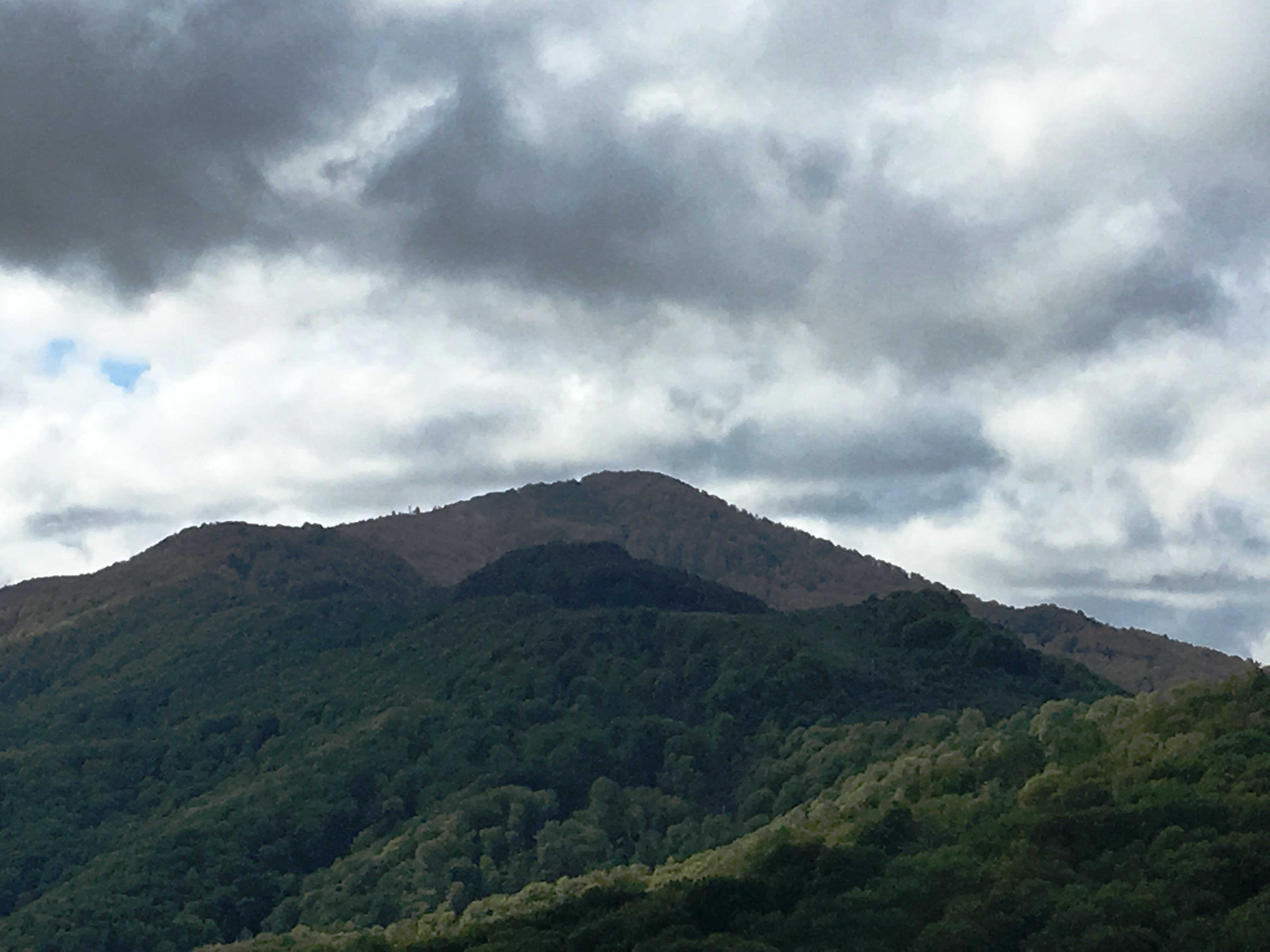
Lisec

Płaczkowica (maced. Плачковица) – pasmo górskie na Półwyspie Bałkańskim, w południowo-wschodniej części Macedonii Północnej. Jego długość wynosi około 30 km. Jest jednym z największych pasm w Macedonii Północnej pod względem powierzchni (750 km kw.).
Od północy i wschodu ogranicza je rzeka Bregałnica, za którą znajdują się pasma Właina i Osogowska Płanina, a od zachodu i południowego zachodu rzeka Kriwa Łakawica, za którymi znajdują się pasma Koneczka Płanina i Gradeszka Płanina. Na południowym wschodzie łączy się z pasmem Małeszewski Płanini.
Najwyższym szczytem jest Lisec (1754 m). Inne ważne szczyty to: Czupino Brdo (1725 m), Beł Kamen (1707 m) i Kara Tepe (1625 m). Znajdują się one we wschodniej części pasma. Zachodnia część jest nieco niższa z najwyższym szczytem Turteł (1689 m).
Pasmo słynie z trzech głębokich wąwozów z wodospadami. Są to: Kamnik, Kozjak i Zrnowka.
Pasmo zbudowane jest z granitów, łupków krystalicznych, gnejsów i wąskiego pasa marmuru na zachodzie. Ze względu na obecność marmuru w zachodniej części powstało kilkanaście jaskiń, z których pięć udostępniono do zwiedzania, w tym największą o nazwie Gołemata Pesztera (600 m długości).